# Järstads församling
Järstads församling var en församling i Linköpings stift inom Svenska kyrkan i Mjölby kommun i Östergötlands län. Församlingen uppgick 2010 i Skänninge församling.
Församlingskyrka var Järstads kyrka.
Folkmängd i församlingen var 2006 115 invånare.

## Administrativ historik

Järstad församling vapen

Församlingen har medeltida ursprung. 
Församlingen utgjorde under fram till 1544 ett eget pastorat för att därefter till 1 maj 1934 vara annexförsamling i pastoratet Vallerstad och Järstad. Från 1 maj 1934 till 1962 var den annexförsamling i pastoratet Normlösa, Herrberga, Vallerstad och Järstad. Från 1962 var församlingen annexförsamling i pastoratet Skänninge, Allhelgona, Bjälbo och Järstad som 1974 utökades med Normlösa, Vallerstads och Skeppsås församlingar. Församlingen uppgick 2010 i Skänninge församling.
Församlingskod var 058606.

## Kyrkoherdar
Lista över kyrkoherdar i Järstads församling.
| Ämbetstid | Namn       | Levnadstid | Övrigt      |
| --------- | ---------- | ---------- | ----------- |
| 1411      | Petrus     |            | Curatus.    |
| 1520-1524 | Laurencius | -1524      | Kyrkopräst. |

### Komministrar
Lista över komministrar i Järstads församling.
| Ämbetstid | Namn                          | Levnadstid | Övrigt                                                      |
| --------- | ----------------------------- | ---------- | ----------------------------------------------------------- |
| 1569      | Bergerus                      |            | Komminister.                                                |
| 1641-1651 | Georgius Laurentii Daalhemius | -1652      | Komminister. Senare kyrkoherde i Trehörna församling.       |
| 1652-1656 | Nicolaus Haquini              | 1624–1699  | Komminister. Senare kyrkoherde i Malexanders församling.    |
| 1656-1685 | Laurentius Andreae            | –1685      | Komminister.                                                |
| 1686-1697 | Nathanael Laurenius           | 1658-1703  | Komminister. Senare kyrkoherde i Tjällmo församling.        |
| 1697-1730 | Samuel Bränning               | 1660-1738  | Komminister.                                                |
| 1730-1743 | Andreas Wirelius              | 1689-1743  | Komminister.                                                |
| 1743-1784 | Andreas Hagrelius             | 1709–1784  | Komminister.                                                |
| 1785-1811 | Olof Lindgren                 | 1749-1811  | Komminister.                                                |
| 1812-1849 | Gustaf Nydow                  | 1777–1849  | Komminister.                                                |
| 1849-1854 | Carl Jacob Mohlin             | 1805–1876  | Komminister. Senare kyrkoherde i Vallerstads församling.    |
| 1855-     | Johan Gabriel Enroth          |            | Komminister. Senare komminister i Västra Hargs församling.  |
| 1859-1869 | Nils Gustaf Lidrén            | 1819–1897  | Komminister. Senare kyrkoherde i Herrestads församling.     |
| 1869-     | Carl August Böttinger         | 1838–      | Komminister. Senare kyrkoherde i Ekebyborna församling.     |
| 1883–     | Adolf Johansson               | 1853-1940  | Endast utnämnd. Senare kyrkoherde i Mjölby församling.      |
| 1885-1902 | Gustaf Wilhelm Bergqvist      |            | Komminister. Blev 1902 kyrkoherde i Vallerstads församling. |
| 1934–1944 | Carl Erik Svenstedt           | 1908–1997  |                                                             |

## Klockare och organister[5]
| Ämbetstid | Namn                  | Levnadstid | Kommentarer |
| --------- | --------------------- | ---------- | ----------- |
| 1705–1721 | Per Gudmunsson        | –1721      | Klockare    |
| 1721–1749 | Jonas Jonsson         | 1699–1749  | Klockare    |
| 1749–     | Olof Hullin           | 1715–1781  | Klockare    |
| 1777–1799 | Lars Blomberg         | 1760–1819  | Klockare    |
|           | Samuel Kindahl        | 1774–      |             |
| 1805–1817 | Peter Engdahl         | 1771–1817  | Klockare    |
| 1818–1868 | Eric Stråberg         | 1782–1870  | Klockare    |
| 1852–1868 | Carl Lindqvist        | 1806–1868  | Organist    |
| 1869–1896 | Per Anton Asklöf      | 1834–1917  |             |
| 1897–1927 | Frans Ludvig Hessling | 1857–      |             |
| 1925–1961 | Gunnar Magnusson      | 1898–1984  |             |